# Николсон, Эндрю (конькобежец)
Эндрю Николсон (англ. Andrew Nicholson; род. 12 июля 1970 года, в г. Окленд) — новозеландский конькобежец, шорт-трекист и велогонщик; Чемпион мира 1993 года и серебряный призёр чемпионата мира 1991 года. Участвовал в зимних Олимпийских играх 1992, 1994 и 1998 года. Рекордсмен Книги рекордов Гиннесса по кругосветному велоспорту.

## Биография
Эндрю Николсон в детстве был невысокого роста и в спорте у него получалось не очень хорошо, пока его не стал подбадривать брат. После этого он стал больше времени уделять тренировкам и езде на велосипеде. Он начинал карьеру конькобежца в шорт-треке и в 1989 году впервые участвовал на чемпионате мира в Шеффилде, где занял 44-е место в общем зачёте. На следующий год занял 20-е место в Амстердаме. В 1991 году на чемпионате мира в Сиднее вместе с партнёрами выиграл серебряную медаль в эстафете, первую для Новой Зеландии в этом виде спорта. 
В 1992 году на зимних Олимпийских играх в Альбервилле новозеландская эстафетная команда была одним из фаворитов и вышла в финал, где заняла 4-е место. В 1993 году на очередном чемпионате мира в Пекине Эндрю завоевал золотую медаль в эстафете вместе со своим братом Крисом.
На зимних Олимпийских играх в Лиллехаммере Николсон с командой заняли 8-е место в эстафете, на дистанции 500 м занял 28-е место, а в забеге на 1000 м стал 27-м.
В том же году он начал участвовать на длинных дорожках в конькобежном спорте и уже в 1995 году на чемпионате мира по конькобежному спорту в классическом многоборье в Базельга-ди-Пине занял 28-е место в многоборье. Через год на чемпионате мира в Инцелле поднялся 27-е место.
В 1997 году Николсон впервые дебютировал на спринтерском чемпионате мира в Хамаре и стал 30-м, а следом в классическом многоборье на чемпионате мира в Нагано занял 33-е место из 36 участников. В 1998 году участвовал на своих третьих Олимпийских играх в Нагано, но уже в конькобежном спорте, и на дистанциях 1000 и 1500 метров занял соответственно  30-е и 40-е места. 
Николсон ушёл из конькобежного спорта после неудачной Олимпиады в Нагано, но вернулся два года спустя, хотя его мечта о квалификации на Олимпиаду 2002 года в Солт-Лейк-Сити исчезла, после того, как он не смог набрать нужной формы.

## Кругосветное путешествие
Эндрю Николсон в 2015 году проехал на велосипеде вокруг света за 123 дня. Он отправился из Окленда 12 августа, объехав Америку, Канаду, Европу, Индию, Юго-Восточную Азию и Австралию в своем путешествии протяженностью 29 179 км, и финишировал 13 декабря 2015 года.

## Личная жизнь
С 1998 года Николсон живёт в Данидине и работает в фитнес-индустрии в качестве тренера, он квалифицированный новозеландский учитель начальных классов как в очном, так и в дополнительном преподавании в области здравоохранения и физического воспитания, естественных и социальных наук. Эндрю занимал первые места в 5 однодневных гонках от побережья до побережья, а также занимался профессионально пауэрлифтингом.